# Ptycholaemus maculicollis
Ptycholaemus maculicollis är en skalbaggsart som beskrevs av Pierre Lepesme och Stefan von Breuning 1956. Ptycholaemus maculicollis ingår i släktet Ptycholaemus och familjen långhorningar. Inga underarter finns listade i Catalogue of Life.